# Marc-André Moreau
Pour les articles homonymes, voir Moreau.
Marc-André Moreau, né le 22 janvier 1982 à Chambly au Canada, est un skieur acrobatique canadien spécialisé dans les bosses.
En 2004, il a remporté une épreuve de la coupe du monde de bosses à Mont-Tremblant. En 2005, il a remporté la médaille d'argent aux championnats du monde de ski acrobatique 2005.
Il a fini 4e l'épreuve masculine des bosses aux Jeux olympiques d'hiver de 2006 à Turin.
Il est récipiendaire, en 2006, de la Médaille de l'Assemblée nationale.